# فورناچه
فورناچه (به ایتالیایی: Fornace) یک کومونه در ایتالیا است که در ترنتینو واقع شده‌است. فورناچه ۷٫۲ کیلومتر مربع مساحت و ۱٬۲۱۸ نفر جمعیت دارد.